# Вилкасте, Арвис
Арвис Вилкасте (латыш. Arvis Vilkaste, род. 8 апреля 1989 года, Балтинава, Латвийская ССР) — латвийский бобслеист, разгоняющий, выступает за сборную Латвии с 2010 года. Чемпион Олимпийских игр 2014 года, чемпион мира среди юниоров, неоднократный победитель и призёр национальных первенств, различных этапов Кубка мира и Европы. Прежде чем перейти в бобслей, на профессиональном уровне занимался лёгкой атлетикой, чемпион Латвии в эстафете 4×100 м.

## Биография
Арвис Вилкасте родился 8 апреля 1989 года в городе Балтинава, область Латгалия. С юных лет увлекался спортом, активно занимался лёгкой атлетикой, в основном бегом на спринтерские дистанции. На чемпионате Латвии по лёгкой атлетике в 2008 году выиграл золотую медаль в эстафете 4×100 м, однако на международной арене добиться сколько-нибудь значимых результатов не смог. В 2010 году решил попробовать себя в бобслее, в качестве разгоняющего прошёл отбор в национальную сборную и стал ездить на крупные бобслейные старты, порой показывая довольно неплохое время. В январе следующего года дебютировал в Кубке Европы, на этапе в швейцарском Санткт-Морице со своей четвёркой финишировал шестым.
Резкий скачок в карьере Вилкасте произошёл в начале сезона 2011/12, когда он присоединился к команде пилота Оскара Мелбардиса. В ноябре завоевал первую медаль на европейском кубке, бронзовую с четырёхместным экипажем, тогда как в декабре дебютировал в Кубке мира, причём на всех последующих этапах неизменно попадал в десятку сильнейших, а на трассе немецкого Винтерберга даже выиграл бронзовую награду. Настоящим триумфом для него стал молодёжный чемпионат мира в канадском Калгари, когда, находясь в четырёхместном экипаже Мелбардиса, он занял первое место и получил золотую медаль. Также участвовал в заездах взрослого мирового первенства в Лейк-Плэсиде, однако после двух попыток их команда вынуждена была отказаться от дальнейшей борьбы за призовые позиции.
После дисквалификации Международным олимпийским комитетом Александра Зубкова и ряда российских бобслеистов за нарушение антидопинговых правил, результаты показанные на Олимпийских играх 2014 года были аннулированы. В 2019 году произошло перераспределение медалей, в котором латвийская бобслейная четвёрка стала чемпионом игр.
Окончил Рекавскую среднюю школу и Латвийскую спортивно-педагогическую академию.

## Личные рекорды
- бег на 50 метров — 5,9
- бег на 60 метров — 7,0
- бег на 100 метров — 11,0
- бег на 200 метров — 22,4
- бег на 300 метров — 37,12
- бег на 400 метров — 54,0